# Харченко Сергій Іванович
Сергі́й Іва́нович Ха́рченко (17 травня 1956) — голова Державної казначейської служби України (2006—2007, 2010—2014), кандидат економічних наук (2005).

## Життєпис
Народився 17 травня 1956 року в місті Слов'янську Донецької області.
Після закінчення школи у 1971 році вступив до Слов'янського енергобудівного технікуму, який закінчив у березні 1975 року за спеціальністю «Електричні станції, мережі та системи».
1975—1977 роки — проходив дійсну строкову військову службу у Збройних Силах СРСР.
У 1977—1985 роках — технік, електромонтер Слов'янського районного управління ВО «Укрпромводчермет».
Закінчив Український політехнічний інститут за спеціальністю «Автоматизація технологічних процесів» (1983).
З лютого 1985 по травень 1989 року — інструктор, завідувач відділу виконкому Слов'янської міськради народних депутатів.
1989 рік — начальник відділу праці та заробітної плати тресту «Донбасспромхіммонтаж».
1989—1994 роки — обраний секретарем виконкому Слов'янської міськради.
У 1993 році закінчив Донецьку державну академію управління за спеціальністю «Економіка та управління у народному господарстві».
1994—2000 роки — начальник Слов'янської об'єднаної державної податкової інспекції.
З березня 2000 року — начальник Державної податкової інспекції в Харківському районі міста Києва, з грудня 2001 року — начальник Державної податкової інспекції в Дарницькому районі міста Києва.
У 2004 році захистив кандидатську дисертацію на тему «Геоекономічні пріоритети оборонно-промислового комплексу України на світовому ринку озброєнь».
2004—2005 роки — заступник міністра фінансів України.
У 2006—2007 роках та з 2010 до 2014 обіймав посаду голови Державного казначейства України.
У 2011 році обраний Віце-президентом Міжнародної асоціації казначейських служб (AIST).
1 листопада 2012 року на Установчому з'їзді Всеукраїнської громадської організації «Асоціація казначеїв України» був обраний Президентом Асоціації на громадських засадах.

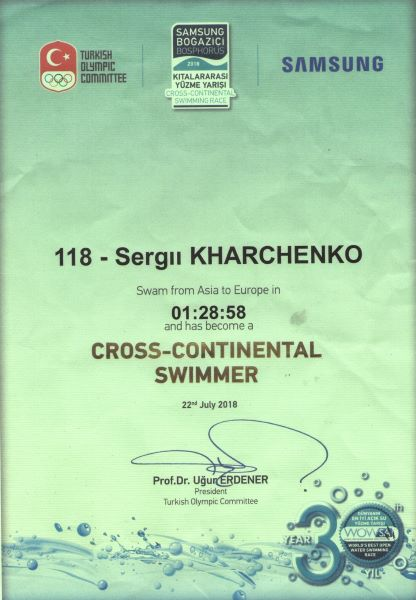
Сертифікат учасника крос-континентального запливу через Босфор

Державний службовець 1-го рангу. Радник податкової служби І рангу.
22 липня 2018 року успішно здійснив крос-континентальний заплив з Азії в Європу через протоку Босфор.

## Наукові праці

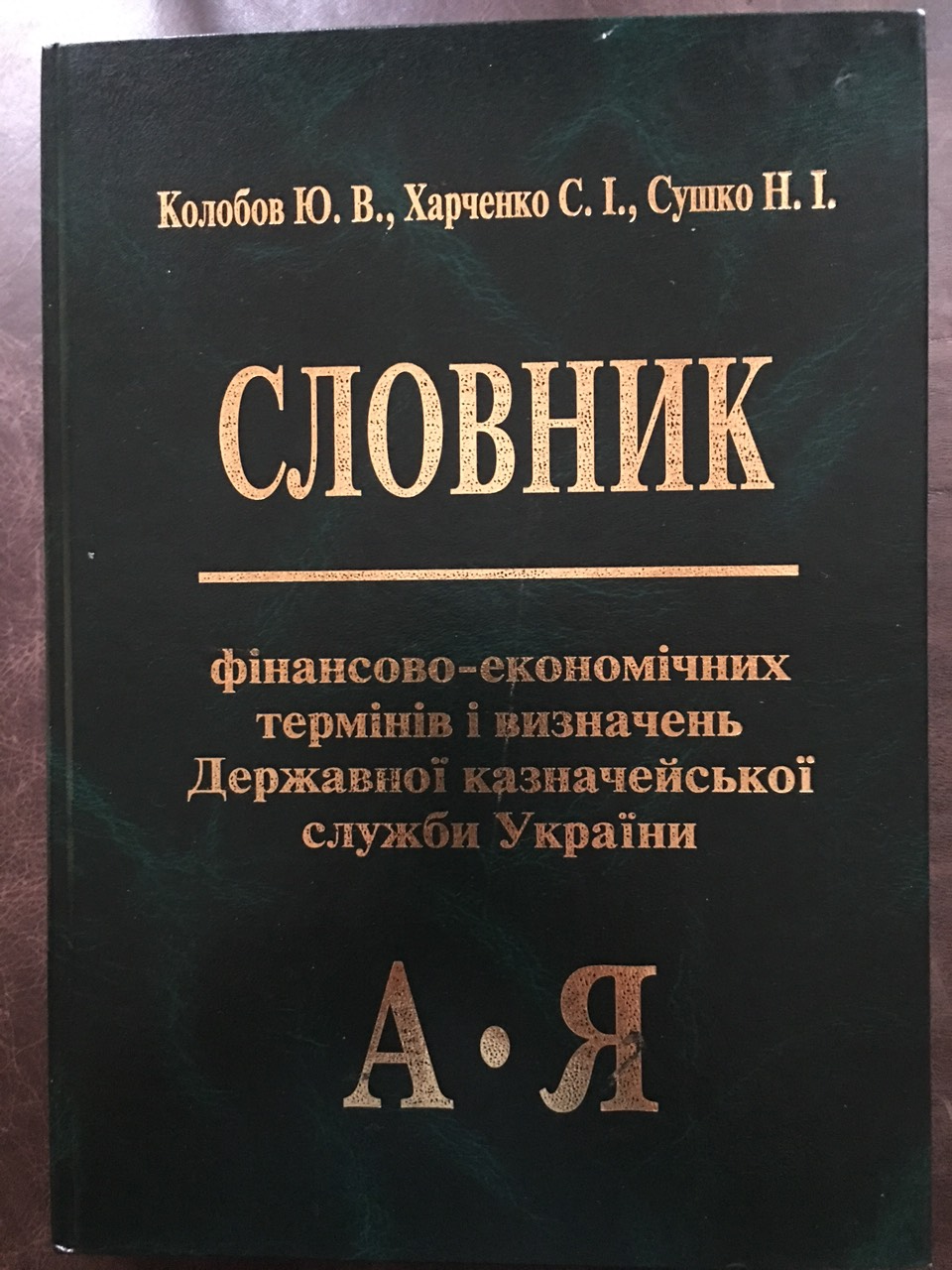
Колобов Ю.В. Харченко С.І. Сушко Н.І. Словник фінансово-економічних термінів і визначень Державної казначейської служби України
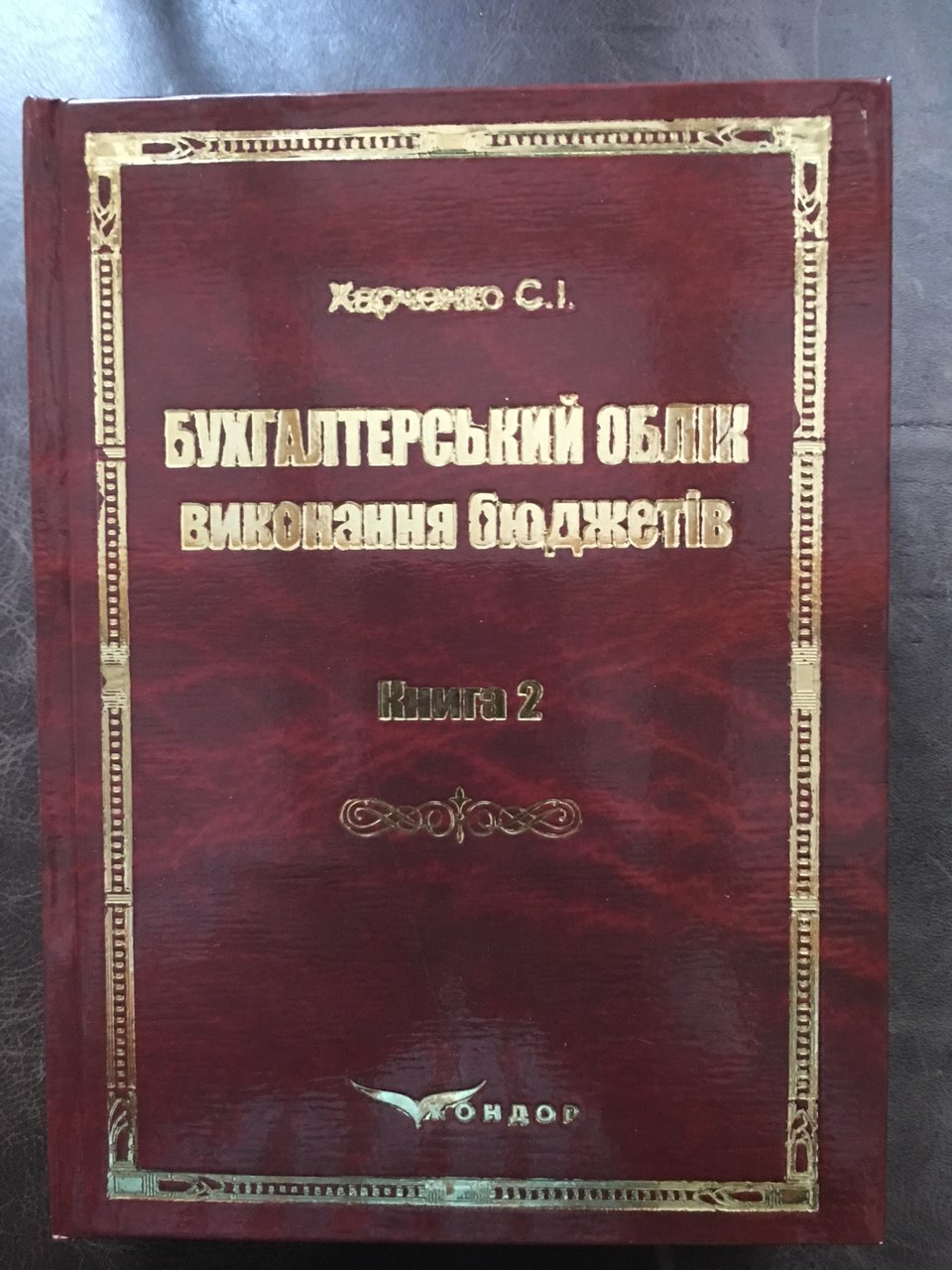
Харченко С.І. Бухгалтерський облік виконання бюджетів
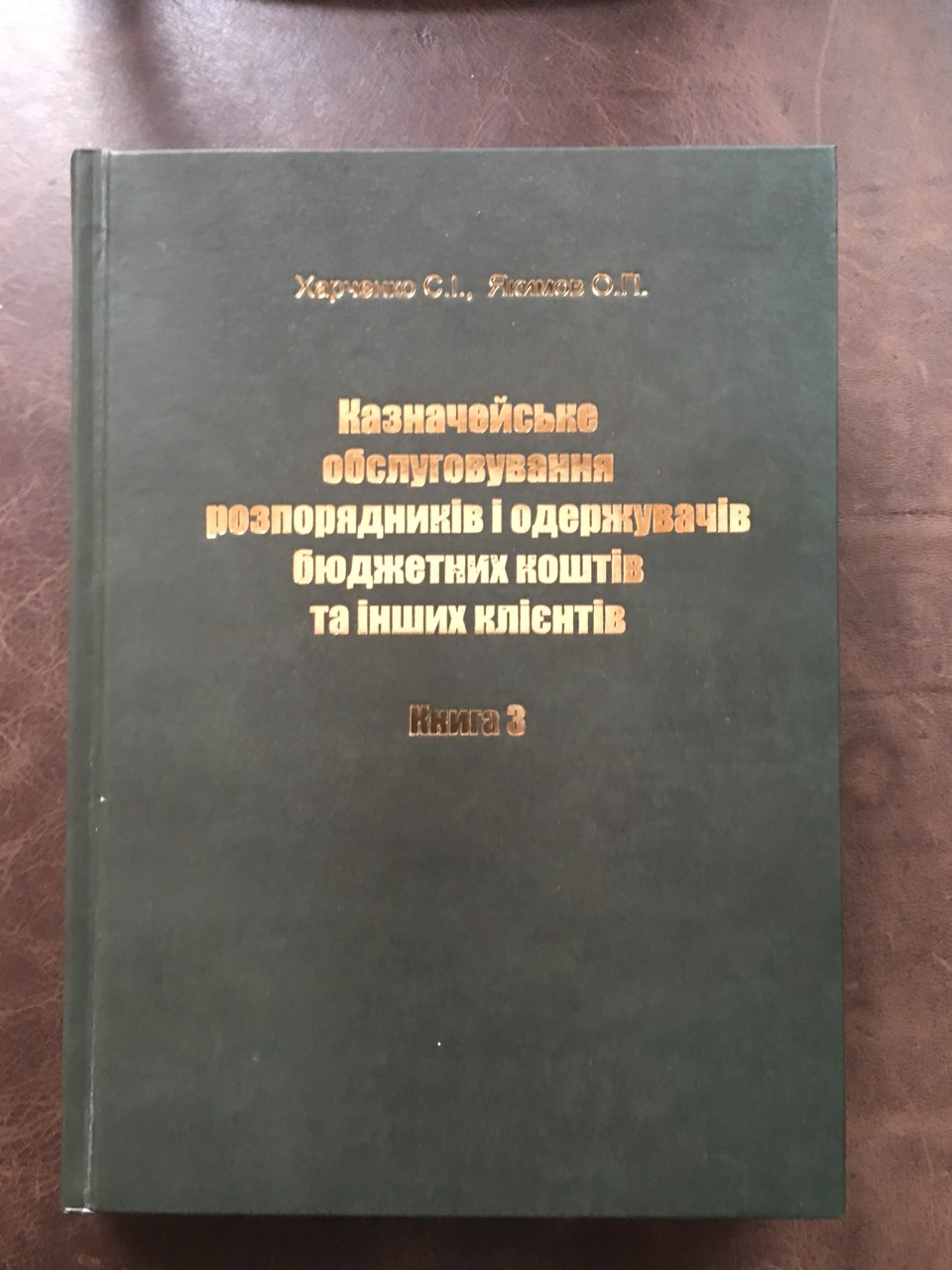
Харченко С.І. Якімов О.П. Казначейське обслуговування розпорядників і одержувачів бюджетних коштів та інших клієнтів

- 2012 — «Словник фінансово-економічних термінів і визначень Державної казначейської служби України», співавтор книги.
- 2016 — «Бухгалтерський облік виконання бюджетів», автор книги.
- 2017 — «Казначейське обслуговування розпорядників і одержувачів бюджетних коштів та інших клієнтів», співавтор книги.

## Нагороди і почесні звання
- Орден «За заслуги» ІІІ ступеня (01.2013)[9].
- Заслужений економіст України (2002).
- Орден святого рівноапостольного князя Володимира І ступеня (2007).
- Орден святого рівноапостольного князя Володимира ІІ ступеня (2004).
- Орден святого рівноапостольного князя Володимира ІІІ ступеня (2001).
- Почесний громадянин міста Слов'янська (2013)[10].

## Джерело
- Офіційна Україна сьогодні [Архівовано 5 березня 2016 у Wayback Machine.]